# Hideto Takahashi
Hideto Takahashi (高橋 秀人?, Takahashi Hideto; Gunma, 17 ottobre 1987) è un calciatore giapponese, centrocampista dell'Auckland United. Dell'Auckland United è anche allenatore della primavera U-15.

## Caratteristiche tecniche
Takahashi è un centrocampista molto difensivo. È abile nei contrasti e nella marcatura.

## Carriera

### Club
Cresciuto nelle giovanili della Tokyo Gakugei University, nel 2010 debutta in prima squadra, per poi diventare titolare. Nel 2012 riceve delle offerte dall'Europa, tra cui l'Eintracht Frankfurt, l'Amburgo e il Manchester United. Takahashi sceglie i Red Devils ma l'affare non si concretizza e resta quindi al FC Tokyo.

### Nazionale
Fa il suo esordio in nazionale il 23 maggio 2012, contro l'Azerbaigian, nella partita vinta dai nipponici per 2-0. È tra i convocati dal CT Alberto Zaccheroni per la Confederations Cup 2013 disputata in Brasile, non giocando tuttavia nessuna delle tre partite.

## Statistiche

### Cronologia presenze e reti in nazionale
| Cronologia completa delle presenze e delle reti in nazionale ― Giappone | Cronologia completa delle presenze e delle reti in nazionale ― Giappone | Cronologia completa delle presenze e delle reti in nazionale ― Giappone | Cronologia completa delle presenze e delle reti in nazionale ― Giappone | Cronologia completa delle presenze e delle reti in nazionale ― Giappone | Cronologia completa delle presenze e delle reti in nazionale ― Giappone | Cronologia completa delle presenze e delle reti in nazionale ― Giappone | Cronologia completa delle presenze e delle reti in nazionale ― Giappone |
| Data                                                                    | Città                                                                   | In casa                                                                 | Risultato                                                               | Ospiti                                                                  | Competizione                                                            | Reti                                                                    | Note                                                                    |
| ----------------------------------------------------------------------- | ----------------------------------------------------------------------- | ----------------------------------------------------------------------- | ----------------------------------------------------------------------- | ----------------------------------------------------------------------- | ----------------------------------------------------------------------- | ----------------------------------------------------------------------- | ----------------------------------------------------------------------- |
| 23-5-2012                                                               | Shizuoka                                                                | Giappone                                                                | 2 – 0                                                                   | Azerbaigian                                                             | Amichevole                                                              | -                                                                       | 46’                                                                     |
| 6-9-2012                                                                | Niigata                                                                 | Giappone                                                                | 1 – 0                                                                   | Emirati Arabi Uniti                                                     | Amichevole                                                              | -                                                                       | 87’                                                                     |
| 12-10-2012                                                              | Parigi                                                                  | Francia                                                                 | 0 – 1                                                                   | Giappone                                                                | Amichevole                                                              | -                                                                       | 86’                                                                     |
| 14-11-2012                                                              | Mascate                                                                 | Oman                                                                    | 1 – 2                                                                   | Giappone                                                                | Qual. Mondiali 2014                                                     | -                                                                       | 90+4’                                                                   |
| 11-6-2013                                                               | Doha                                                                    | Iraq                                                                    | 0 – 1                                                                   | Giappone                                                                | Qual. Mondiali 2014                                                     | -                                                                       | 90+4’                                                                   |
| 21-7-2013                                                               | Seul                                                                    | Giappone                                                                | 3 – 3                                                                   | Cina                                                                    | Coppa dell'Asia orientale 2013                                          | -                                                                       | 65’                                                                     |
| 25-7-2013                                                               | Hwaseong                                                                | Giappone                                                                | 3 – 2                                                                   | Australia                                                               | Coppa dell'Asia orientale 2013                                          | -                                                                       | cap.                                                                    |
| Totale                                                                  |                                                                         | Presenze                                                                | 7                                                                       |                                                                         | Reti                                                                    | 0                                                                       |                                                                         |

## Palmarès

### Club

#### Competizioni nazionali
- Coppa J. League: 1

FC Tokyo: 2009
- J2 League: 1

FC Tokyo: 2011
- Coppa dell'Imperatore: 1

FC Tokyo: 2011

### Nazionale
- Universiadi:   1

Belgrado 2009
- Coppa dell'Asia orientale: 1

2013